# Ostzonen-Eishockeymeisterschaft 1949
Die erste und einzige Eishockey-Meisterschaft der Ostzone wurde 1949 ausgetragen. Die Spiele fanden im Rahmen der Wintersportmeisterschaften vom 11. bis 13. Februar 1949 in Oberhof statt. Teilnahmeberechtigt waren die Landesmeister der SBZ. Da in Brandenburg und Mecklenburg keine Meisterschaften ausgetragen wurden, waren nur vier Teams am Start. Erster Meister der Ostzone wurde der sächsische Vertreter von der SG Frankenhausen.

## Meistermannschaft
| SG Frankenhausen | Gerhard Kießling, Roland Fechner, Helmut Hönig, #7 Siegfried Speck, Alfred Unterdörfel, Heinz Heinicke, Werner Schmiedel, Rudolf Schmieder, Rudolf Schädel, Max Schmidt |

## Ostzonenmeisterschaft

### Teilnehmer
| SG Frankenhausen    | SG Apolda           |
| (LM Sachsen)        | (LM Thüringen)      |
| SG Grün-Weiß Pankow | SG Schierke         |
| (LM Ost-Berlin)     | (LM Sachsen-Anhalt) |

### Spiele
Aufgrund der Wetterbedingungen wurden die für Freitag angesetzten Spiele auf den Sonnabend verschoben.
Vorrunde
| 12. Februar 1949 | Grün-Weiß Pankow | 5:0 (2:0, 1:0, 2:0) | SG Schierke | Eisbahn vor der Wandelhalle, Oberhof |

| 12. Februar 1949 | SG Frankenhausen | 5:1 (2:0, 1:1, 2:0) | SG Apolda | Eisbahn vor der Wandelhalle, Oberhof Zuschauer: 1.500 |

Anm.: Für die beiden Vorrundenspiele wurden in anderer Quelle weniger glaubhafte (weil ohne Zwischenstände) andere Ergebnisse angegeben, nämlich 6:0 bzw. 5:2
Spiel um Platz 3
| 12. Februar 1949 | SG Apolda | 5:2 | SG Schierke | Eisbahn vor der Wandelhalle, Oberhof |

Finale
| 13. Februar 1949 | SG Frankenhausen | 8:2 (3:1, 1:1, 4:0) | Grün-Weiß Pankow | Eisbahn vor der Wandelhalle, Oberhof |

Endstand
| Pl. | Verein              | Land           |
| --- | ------------------- | -------------- |
| 1.  | SG Frankenhausen    | Sachsen        |
| 2.  | SG Grün-Weiß Pankow | Ost-Berlin     |
| 3.  | SG Apolda           | Thüringen      |
| 4.  | SG Schierke         | Sachsen-Anhalt |